# Инишбофин (Донегол)
Инишбофин (ирл. Inis Bó Finne, англ. Inishbofin — «остров белой коровы») — маленький ирландоязычный рыбацкий остров на севере Ирландии вблизи побережья деревни Махаря-Раурти в графстве Донегол. Население — 11 чел. (2011).